# ريس (تشابهار)
ريس (بالفارسية: ریس) هي قرية تقع في البلدة المركزية في إيران. يقدر عدد سكانها بـ 20 نسمة بحسب إحصاء 2016.